# Benetton B186
A Benetton B186 egy Formula–1-es versenyautó, amelyet a Benetton tervezett az 1986-os Formula–1 világbajnokságra. Pilótái Teo Fabi és Gerhard Berger voltak. Ez volt a csapat első autója, amelyet azután építettek, hogy felvásárolták a Toleman istállót. Jó konstrukció volt, egy győzelmet, két pole pozíciót és három leggyorsabb kört is elértek vele. Ez nagy részben volt köszönhető a BMW erős turbómotorjának.

## Áttekintés
Bár a Benetton pénzt és energiát nem sajnálva vásárolta fel a kicsi és szerény költségvetéssel működő Tolemant, a csapat struktúrája lényegében változatlan maradt. Peter Collins maradt a csapatfőnök, Rory Byrne pedig a vezető tervező, és megmaradt a már korábban tervezett Toleman-autó kasztnija is, csak átnevezve. Ugyan olasz színekben nevezett a csapat, a főhadiszállása továbbra is az angliai Witneyben maradt. A Benetton pénze arra már elég volt, hogy egy jobb motort tudjanak vásárolni, mint a gyenge Hart 415T, amivel addig versenyeztek. Így került a képbe a BMW, amely akkor az Arrows csapatnak gyártott motorokat, valamint egy különleges, a Brabham BT55-höz kialakított speciális változatot a Brabham istállónak. Hasonlóan a Hart motorokhoz, ez is soros négyhengeres kialakítású volt, így nem kellett sokat módosítani az autón. Pár helyen azért átalakították, például az oldaldobozoknál, hogy növeljék a leszorítóerőt. A bivalyerős motor miatt (akár 1400 lóerő leadására is képes volt, jóval erősebb, mint a Hart-motor) a kasztnit is meg kellett erősíteni, hogy bírja az elképesztő terhelést. Fontos megoldandó probléma volt még a kényelmes pilótafülke megtervezése, ugyanis két pilótájuk: Teo Fabi és Gerhard Berger közt jelentős volt a magasságkülönbség.
A Toleman eladására alig öt hónappal az 1986-os idénykezdet előtt került sor, így elég gyors tempóban kellett dolgoznia a mérnököknek. A szezonnyitóra már készen volt három kasztni, amelyet az idény során további négy követett. A festés a Benetton zöldjében pompázott, a motorborítás fehérjére pedig többszínű csíkozás került. A detroiti nagydíjon színes oldalfalú gumikkal versenyeztek, mindezt a "United Colors of Benetton" jelmondat jegyében.
Az autók nagyon gyorsak voltak, de főleg a szezon elején nehezen kezelhetők. Kevés volt a pótalkatrész is eleinte, a kasztni pedig hiába lett megerősítve, a motor ereje abban is károkat okozott. Az sem segített, hogy a Pirelli abroncsait használták, szemben a riválisok Goodyear-jeivel. A tapasztalatok birtokában az idény közepén átalakították az autót a legproblémásabb pontokon. A megbízhatóság is sokat javult, habár még így is hagyott kívánnivalót maga után. Futamgyőzelmüket pedig annak köszönhették Mexikóban, hogy a Pirelli gumijai sokkal kevésbé koptak, így Berger az élre állhatott, miközben a riválisoknak ki kellett állniuk.
A Benetton volt a BMW-motoros autók között a legjobb abban az évben, és általában a leggyorsabb a Pirellit használók közt is. Jelenleg három autó létezik: az egyik Írországban van kiállítva, a Mondello Parkban, a másik Ausztráliában egy magángyűjtőnél, a harmadik pedig a müncheni BMW-múzeumban.

## Eredmények
(Táblázat értelmezése)

(Félkövér: pole-pozícióból indult; dőlt: leggyorsabb kört futott) 

| Év   | Csapat               | Motor      | Gumik | Pilóták        | 1   | 2   | 3   | 4   | 5   | 6   | 7   | 8   | 9   | 10  | 11  | 12  | 13  | 14  | 15  | 16  | Pontok | Helyezés |
| ---- | -------------------- | ---------- | ----- | -------------- | --- | --- | --- | --- | --- | --- | --- | --- | --- | --- | --- | --- | --- | --- | --- | --- | ------ | -------- |
| 1986 | Benetton Formula Ltd | BMW M12/13 | P     |                | BRA | ESP | SMR | MON | BEL | CAN | DET | FRA | GBR | GER | HUN | AUT | ITA | POR | MEX | AUS | 19     | 6.       |
| 1986 | Benetton Formula Ltd | BMW M12/13 | P     | Teo Fabi       | 10  | 5   | KI  | KI  | 7   | KI  | KI  | KI  | KI  | KI  | KI  | KI  | KI  | 8   | KI  | 10  | 19     | 6.       |
| 1986 | Benetton Formula Ltd | BMW M12/13 | P     | Gerhard Berger | 6   | 6   | 3   | KI  | 10  | KI  | KI  | KI  | KI  | 10  | KI  | 7   | 5   | KI  | 1   | KI  | 19     | 6.       |

## Fordítás
Ez a szócikk részben vagy egészben  a   Benetton B186 című angol Wikipédia-szócikk ezen változatának fordításán alapul.  Az eredeti cikk szerkesztőit annak laptörténete sorolja fel. Ez a jelzés csupán a megfogalmazás eredetét és a szerzői jogokat jelzi, nem szolgál a cikkben szereplő információk forrásmegjelöléseként.